# 庄内温泉

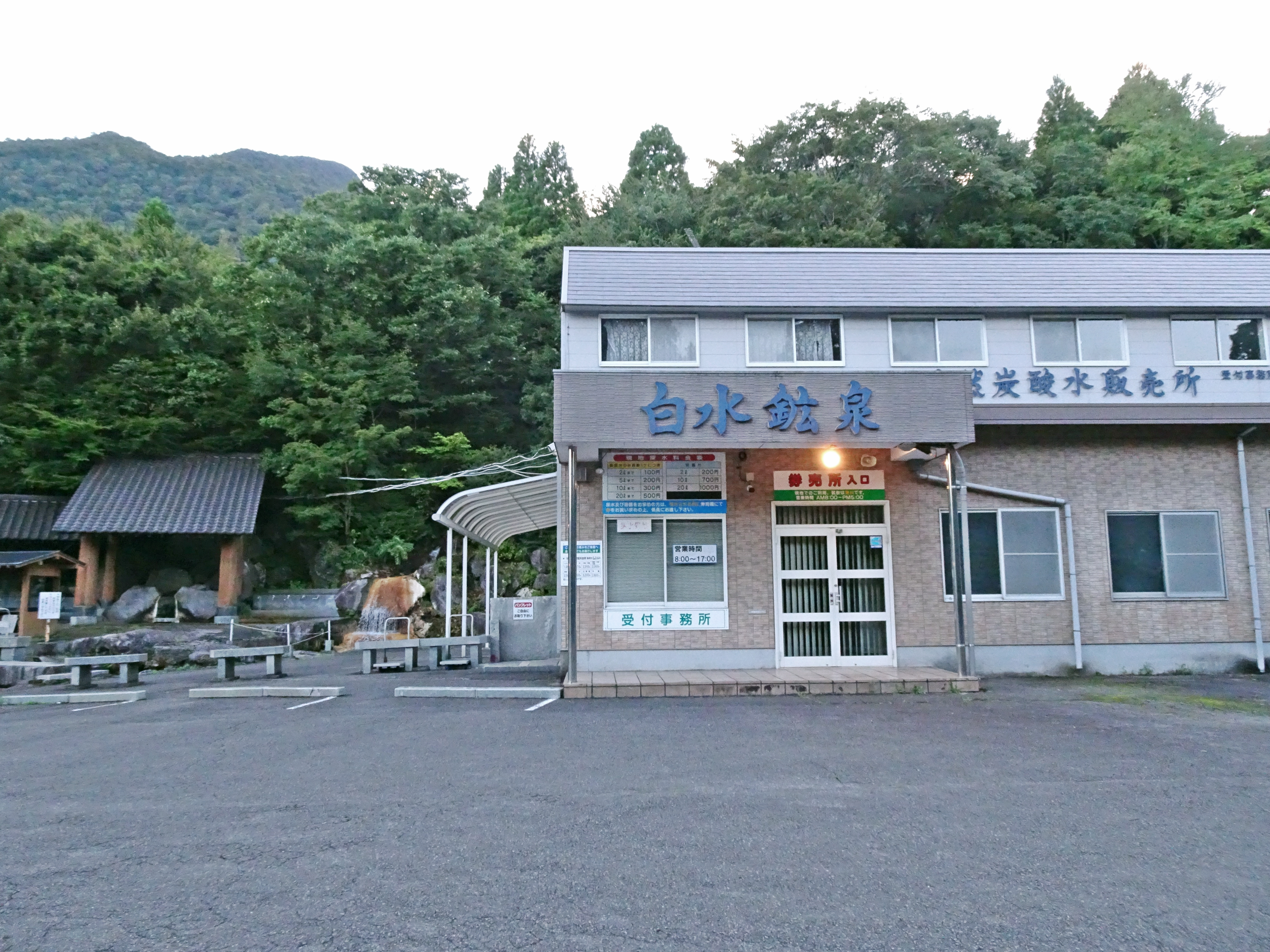
白水鉱泉

庄内温泉（しょうないおんせん）は、大分県由布市（旧国豊後国速見郡）庄内町にある温泉である。国民保養温泉地「湯布院温泉郷」の一部をなす。

## 概要
庄内地域では、古くから黒岳山麓に湧出する白水鉱泉や阿蘇野鉱泉が利用されていたほか、国道210号に沿って弱アルカリ性の単純温泉や硫酸化塩温泉が点在している。地層中に貯っていた古い水が、周囲の地温によって温められた水であり、湯の色は透明から茶褐色や黄褐色のものが多い傾向にある（詳細についてはモール泉、大深度地熱温泉を参照）
2019年10月4日に、従来、「湯布院温泉」として国民保養温泉地に指定されていた由布院温泉、湯平温泉に、当温泉、塚原温泉、挾間温泉を加えた由布市内の5地域の温泉が、「湯布院温泉郷」として国民保養温泉地に拡充指定された。「湯布院温泉郷」の国民保養温泉地計画においては、庄内温泉には20の源泉（鉱泉を含む）が含まれている。

## 泉質
- 泉質：単純温泉、ナトリウム-硫酸塩泉等[1]

## 交通
- 地域内の鉄道駅 - JR九州久大本線庄内駅・天神山駅・小野屋駅[1]
- 地域内の主要道路 - 国道210号、大分県道30号庄内久住線、大分県道52号別府庄内線等[1]